# Un scandale à Buckingham
Un scandale à Buckingham (A Scandal in Belgravia) est le premier épisode de la deuxième saison de la série télévisée Sherlock diffusé pour la première fois sur BBC One et BBC One HD le 1er janvier 2012. Il est la suite directe du dernier épisode de la première saison, Le Grand Jeu, et est une très libre adaptation de la première nouvelle des aventures de Sherlock Holmes, Un scandale en Bohême (A Scandal in Bohemia).
Des photographies compromettantes et un chantage menacent le cœur du système britannique, et Sherlock Holmes et John Watson se retrouvent ainsi impliqués dans des menaces terroristes, des agents de la CIA et une conspiration des services secrets britanniques. De plus, une femme, The Woman, nommée Irène Adler croise la route des deux hommes, et ses charmes manipulateurs vont leur compliquer la tâche.

## Résumé
L'épisode suit immédiatement les événements de la fin de Le Grand Jeu. Jim Moriarty, dont les tireurs visent Sherlock Holmes et le docteur Watson et qui a énoncé son intention de les faire tuer tous les deux, est interrompu par un appel téléphonique d'une femme. Il s'en va, ayant « reçu une meilleure offre », permettant à Sherlock et John de retourner à leur appartement du 221B Baker Street sains et saufs.
Sherlock résout un certain nombre d'affaires dans les semaines qui suivent, en refusant d'autres parce qu'elles ne l'intéressent pas, avec en particulier le cas d'un homme qui proclame que les cendres de sa tante ne sont pas les siennes et deux fillettes à qui on n'a pas laissé voir leur grand-père décédé. Sherlock acquiert une petite notoriété grâce au blog qu'écrit John au sujet de ses enquêtes.
Un jour, le frère de Sherlock, Mycroft, fait amener les deux hommes au Palais de Buckingham pour une discussion. Mycroft et un fonctionnaire de la maison royale expliquent que des photographies compromettantes d'une membre de la famille royale ont été prises avec la dominatrice Irene Adler, et qu'elle souhaite les récupérer. Tandis que Sherlock passe en revue quelques clichés d'Adler, qui se fait appeler sur son site Internet La Femme, celle-ci parcourt des photos de lui.
Sherlock et John se rendent alors au domicile d'Adler, tentant d'utiliser un stratagème pour s'y introduire. Mais, bien informée, Adler les attendait et après avoir envisagé diverses tenues, elle apparaît parfaitement apprêtée, mais totalement nue. Sherlock est par conséquent incapable de procéder à une de ses habituelles déductions à son sujet. Après quelques joutes verbales entre Sherlock et Adler, John déclenche l'alarme à incendie, Adler regarde alors vers la cheminée et Sherlock en déduit ainsi que c'est à cet endroit que se trouve la cachette du smartphone contenant les photos compromettantes, de même que d'autres informations de grande valeur. Par un simple mécanisme en dessous du rebord de la cheminée, Sherlock déplace le miroir situé au-dessus de la cheminée, révélant un coffre-fort. C'est alors que plusieurs agents américains surgissent et tiennent en joue Sherlock, John et Adler, exigeant que Sherlock ouvre le coffre-fort. Sherlock parvient à déduire le mot de passe (les mensurations d'Adler) et ouvre le coffre qui est piégé avec une arme à feu qui tue un des agresseurs, mais parvient à alerter Watson de ce piège par la formule Vatican Cameos. Ils désarment les autres. Sherlock se saisit du téléphone d'Adler, mais elle l'attaque avec une seringue droguée et s'échappe par une fenêtre avec l'appareil, uniquement vêtue du manteau de Holmes. Pendant ce temps, John est retenu dans une autre pièce. De retour à son appartement, Sherlock a un rêve délirant dans lequel il voit Irene lui ramenant son manteau. Il se réveille pour découvrir que son manteau a mystérieusement réapparu et qu'Adler a ajouté son numéro dans son répertoire de téléphone, avec un signal d'appel qui est un soupir de plaisir féminin.
Plus tard, alors qu'ils fêtent Noël, Sherlock apprend (via un SMS) qu'Adler lui a envoyé le téléphone pour le lui confier. Sherlock annonce à Mycroft qu'on va trouver sous peu Adler morte, sachant la valeur qu'Adler accorde à son téléphone. Quelques moments plus tard, les deux frères Holmes arrivent à la morgue de St Bartholomew's Hospital où Holmes identifie le corps mutilé d'Adler. Croyant que l'attitude stoïque de Sherlock est un signe de deuil, John est alors contacté par une femme inconnue (qu'il prend pour une des collaboratrices de Mycroft), qui l'amène à la centrale électrique abandonnée de Battersea. Le contact s'avère être Irene, et non Mycroft, qui a simulé sa propre mort pour faire perdre sa propre trace à ses poursuivants. John la presse de l'annoncer à Sherlock. Elle refuse d'abord, puis se laisse convaincre. Irene et John discutent alors de la nature de leur relation respective avec Sherlock ; pendant ce temps, le signal d'appel personnalisé d'Adler est entendu dans un couloir voisin, révélant la présence de Sherlock et le fait qu'il sait qu'Adler est en vie.
De retour au 221B, Sherlock détecte les signes d'une intrusion et trouve les agents américains qui étaient venus à la résidence d'Adler tenant Mme Hudson en otage. Sherlock comprend immédiatement que sa logeuse a été torturée et prépare des représailles extrêmes. Durant la confrontation, Sherlock obtient le départ de deux des hommes de main, le laissant seul avec leur chef. Alors que celui-ci le fouille, Sherlock l'attaque par surprise, le passe à tabac et le jette par la fenêtre.
Un peu plus tard, Sherlock trouve Adler endormie dans sa chambre. Irène déclare qu'elle est encore pourchassée et demande à Sherlock de déchiffrer un code qu'elle a volé à un fonctionnaire du Ministère de la Défense. Il déchiffre facilement le code, annonçant qu'il s'agit de l'attribution des sièges dans un avion de ligne. Irène envoie en secret le numéro du vol à son contact, Jim Moriarty. À son tour, Moriarty envoie un message à Mycroft Holmes, lui révélant qu'il est à présent informé d'un stratagème du Ministère pour tromper une cellule terroriste qui prévoyait de faire exploser le vol. Mycroft est manifestement ébranlé par cette annonce.
Sur le chemin d'Heathrow, où des officiels sont venus pour l'emmener, Sherlock se souvient d'allégations selon lesquelles le gouvernement britannique avait prétendument laissé survenir le bombardement de Coventry, de façon à ne pas informer les services allemands que leurs codes militaires avaient été déchiffrés. Ses soupçons qu'une situation semblable se produit sont confirmés par Mycroft à bord de l'avion, qui a été rempli de cadavres. Le gouvernement a décidé de faire voler un « faux avion » de façon à ne pas alerter les saboteurs tout en évitant des victimes. Cependant, comme Sherlock a aidé Irene et, sans le savoir, Moriarty, à déchiffrer le message, le stratagème a été éventé. Plus tard, les frères Holmes et Irene ont une discussion où Adler annonce une série de conditions, y compris des mesures de protection pour elle-même, pour la remise d'autres informations confidentielles. Mycroft n'a pas de solution ; cependant, au dernier moment, Sherlock fait face à Adler, finissant par déduire le mot de passe du smartphone. En dépit de la froide affirmation par Adler que Sherlock ne signifie rien pour elle, le raillant pour son manque d'expérience amoureuse ou sexuelle, il a déjà conclu qu'elle ment. Il indique la dilatation de ses pupilles, et l'élévation de son pouls lorsqu'ils sont seuls à seuls. Il tape les lettres S-H-E-R sur le téléphone, ce qui permet de lire sur l'écran « JE SUIS S-H-E-R LOCKÉ ». Le remettant à son frère, Sherlock sort, ignorant les suppliques d'Irene pour une protection. Sans la protection donnée par les informations qu'elle détenait, il est peu vraisemblable qu'elle puisse échapper à ses ennemis.
Deux mois plus tard, Mycroft informe John qu'Adler a été décapitée par une cellule terroriste à Karachi, mais lui demande de mentir à Sherlock en disant qu'elle a rejoint un programme américain de protection des témoins. Sherlock semble croire cette information et demande à John de lui remettre le téléphone d'Adler, sur lequel il relit les nombreux SMS séducteurs qu'elle lui avait envoyés. La scène suivante est un flashback de l'exécution d'Adler, montrant que Sherlock avait infiltré la cellule terroriste et l'a sauvée au dernier instant.

## Influences
Bien que la trame principale de l'épisode soit largement adaptée de Un scandale en Bohême (A Scandal in Bohemia), d'autres allusions renvoient à différentes nouvelles des aventures de Sherlock Holmes écrites par Sir Arthur Conan Doyle, notamment dans les premières scènes : L'Interprète grec (The Greek Interpreter), Le Ruban moucheté (The Speckled Band), Le Traité naval (The Naval Treaty), L'Illustre Client (The Illustrious Client) et L'École du Prieuré (The Priory School). Certaines de ces nouvelles sont reprises par Watson dans son blog, où il en modifie légèrement le titre : l'interprète geek (The Geek Interpreter) ; la blonde mouchetée (The Speckled Blonde) ; The Navel Treatment, etc. L'un des titres, Sherlock Holmes Baffled est une référence au film muet de 1900, première apparition de Holmes au cinéma.
De plus, en clin d’œil aux représentations traditionnelles du personnage, Holmes utilise un deerstalker pour se dissimuler aux yeux des photographes. L'utilisation du chapeau va être un gag récurrent de la deuxième saison.
Belgravia est un district du quartier de Westminster à Londres, situé au sud-ouest du palais de Buckingham.
Le deuxième prénom de Watson, Hamish, est un clin d’œil à la théorie de Dorothy Sayers sur ce sujet.

## Production
La deuxième saison devait initialement être diffusée au cours de l'automne 2011, mais au début du mois août 2011, la productrice Sue Vertue a cependant annoncé qu'elle serait repoussée au début de l'année 2012, en raison notamment du retard pris dans le tournage, conséquence des émeutes ayant éclaté dans la capitale britannique pendant l'été.
L'actrice Lara Pulver rejoint la distribution de la série pour interpréter le rôle d'Irène Adler. Elle reçoit le scénario après son apparition dans la dixième et dernière saison de la série britannique d'espionnage MI-5 (Spooks). Elle est engagée après sa rencontre avec Steven Moffat, où elle a fait une lecture du scénario avec Benedict Cumberbatch.
La violoniste Eos Chater a également travaillé avec l'interprète principal, en le coachant pour les scènes où il joue du violon. Bien que ce soit Chater que l'on entend sur la bande originale, il était important que Cumberbatch apparaisse comme un violoniste confirmé. Elle était placée sur le plateau, où ils pouvaient se synchroniser : « j'avais besoin de le voir, de jouer lorsqu'il prenait son violon et de m'arrêter en même temps que lui. Et il avait besoin de me voir, de copier mes mouvements d'archet, de mimer ce que je faisais, »

## Distribution
- Benedict Cumberbatch : Sherlock Holmes
- Martin Freeman : Dr John Watson
- Mark Gatiss : Mycroft Holmes
- Lara Pulver : Irène Adler
- Una Stubbs : Mrs Hudson
- Rupert Graves : DI Lestrade
- Andrew Scott : Jim Moriarty
- Louise Brealey : Molly Hooper
- Oona Castilla Chaplin : Jeanette
- Rosalind Halstead : Kate

## Diffusion
- Royaume-Uni : le 1er janvier 2012 à 21 h sur la BBC One
- France : le 21 mars 2012 sur France 4
- Belgique : le 2 juillet 2013 sur La Deux

Note : il s'agit ici à chaque fois de la première diffusion dans un pays.

## Réception

### Audiences
Au Royaume-Uni, l'épisode a réuni plus de 10,6 millions de téléspectateurs au cours de la première semaine (dont 8,8 le premier soir, soit 30 % de part d'audience).
En France, l'épisode a connu un bon succès sur France 4, étant suivi par 1,11 million de téléspectateurs soit 4,1 % de parts de marché. Rediffusé sur France 2 le 3 juillet 2013, il a été regardé par 2,92 millions de téléspectateurs soit 11,4 % de parts de marché.

### Accueil par la critique
La réception critique a été largement positive. Le rythme bien mené, l'humour du scénario et les performances d'acteurs ont été salués, ainsi que de la mise en scène inventive de McGuigan. Tom Sutcliffe, dans The Independent, écrit qu'« il se passe rarement une minute sans qu'une réplique ne mérite une analyse, » et Sam Wollaston, du Guardian ajoute « il y a des tas de clins d'œil aux autres histoires [de Sherlock Holmes]. Je suis sûr que j'ai manqué des douzaines de références, mais ça n'a pas d'importance. Ce qui importe, c'est que l'épisode ne s'essouffle jamais, comme un verre de pétillant du Nouvel an, plein d'esprit et de brio,. »
Dans The Telegraph, Sarah Crompton écrit que « Cumberbatch est totalement crédible dans le rôle d'un homme qui vit entièrement dans son cervelet, avec peu de considération pour le monde qui l'entoure, et fait de son Sherlock l'interprétation la plus parfaite de notre époque, ». Chris Harvey, également dans  The Telegraph, ajoute que « nous serons chanceux si on trouve une série dramatique aussi divertissante cette année, ce qui rend toute explication superflue sur sa qualité »
Wollaston, du Guardian, écrit cependant que le scénario est parfois compliqué, « un micmac un peu déroutant », alors que Morgan Jeffery trouve sur Digital Spy que la résolution du « Scandale » est un peu tirée par les cheveux.

### Accueil par le public
Cependant, une centaine de lettres de réclamations ont été envoyées à la BBC, relayées par le Daily Mail et Twitter, à propos de la scène où Irène Adler est nue, arguant que cela avait pu choquer les enfants présents devant les téléviseurs, (l'épisode est diffusé à 20h, soit avant le watershed, créneau horaire de 21h à 5h30 réservé à un public adulte en vigueur sur tout le parc audiovisuel britannique). La BBC a répondu que la scène ne serait pas supprimée pour les rediffusions, l'épisode étant déjà classé 12 certificate (déconseillé aux enfants de moins de 12 ans) par le British Board of Film Classification pour « des références sexuelles, de la violence et des menaces modérées ».
Jane Clare Jones, une étudiante en doctorat d'éthique féministe, sur son blog (publié sur le site du Guardian), critique la représentation de la femme en la personne d'Irène Adler. Elle explique que la sexualisation du personnage dans le feuilleton représente une régression par rapport à la version de Conan Doyle, en ce que le personnage, pour réussir, compte moins sur son intelligence que sur sa sexualité, et est finalement sauvée par Sherlock Holmes, : « si l'Adler de Conan Doyle est une protoféministe, Moffat la sous-estime, et canalisant pas vraiment subtilement l'esprit prédateur de la femme fatale, et son pouvoir devient, entre les mains du scénariste, moins une question d'intelligence, mais plus de savoir « ce que les hommes veulent » et comment satisfaire à leurs besoins... Son plan criminel astucieux n'est finalement pas d'elle, mais dépend des conseils de l'ennemi de Holmes, James Moriarty,. »
Steven Moffat a réfuté toute suggestion que le personnage est abordé de façon sexiste.

« Je pense que c'est une chose de critiquer un programme, et une autre d'inventer des arrière-pensées aux scénaristes tirées de je-ne-sais quelle psychologie amateur, et de les accuser ensuite d'avoir ces pensées. Je pense que ceci est bas, et que ça a dévié de la critique à la diffamation. Je ne suis certainement pas un sexiste ou un misogyne, et tout cela est faux. Ce n'est pas vrai, et c'est même intéressant si on se place du point de vue du personnage de Sherlock Holmes. Lui aussi a été qualifié de misogyne. Ce n'est pas le cas, et c'est même l'un des plus charmants côtés de sa personnalité reprise de l'original : il ne supporte pas que quiconque soit cruel envers une femme, et devient furieux et plein de rage lorsque c'est le cas. »

— Steven Moffat, Wales Online